# Дроздово (Бриляковский сельсовет)
Дро́здово  — деревня в Городецком районе Нижегородской области. Входит в состав Бриляковского сельсовета.

## Население
С 2002 года население убывает
| Год  | Численность населения, |
| ---- | ---------------------- |
| 2002 | 375                    |
| 2010 | 351                    |